# 綠菌門
綠菌門是一類進行不產氧光合作用的細菌。這類細菌沒有已知的近親，最近的類群爲擬桿菌門。
綠菌門通常不活動（一個種具有鞭毛），形狀爲球狀、桿狀或者螺旋狀。其生存要求無氧環境和光。它們的光合作用利用一種稱作綠體的微囊中附在膜上的菌綠素c、d和e吸收光能。它們利用硫化物作爲電子供體，產生單質硫沉積在胞外。這些硫可被進一步氧化生成硫酸鹽。由於綠菌門細菌的顔色因菌綠素多顯綠色，又被稱爲綠硫細菌(green sulfur bacteria)。相應於綠硫細菌，植物的、真核藻類的和藍藻的光合作用都利用水爲電子供體，而被氧化爲氧氣。
一種綠硫細菌已經被發現在墨西哥海岸太平洋表面之下水深2500米的一個深海熱泉附近。在這個深度，特定的細菌GSB1依靠在的深海熱泉昏暗的光芒生存，因為沒有太陽光可以穿透到那里的深海。
綠硫細菌还在印度尼西亞的馬塔納湖被發現，在約110-120米的深度。物種可能包括綠硫桿菌。